# Siersthal
Siersthal – miejscowość i gmina we Francji, w regionie Grand Est, w departamencie Mozela.
Według danych na rok 1990 gminę zamieszkiwały 673 osoby, a gęstość zaludnienia wynosiła 64 osób/km² (wśród 2335 gmin Lotaryngii Siersthal plasuje się na 498. miejscu pod względem liczby ludności, natomiast pod względem powierzchni na miejscu 569.).